# Dorfkirche Vielbaum

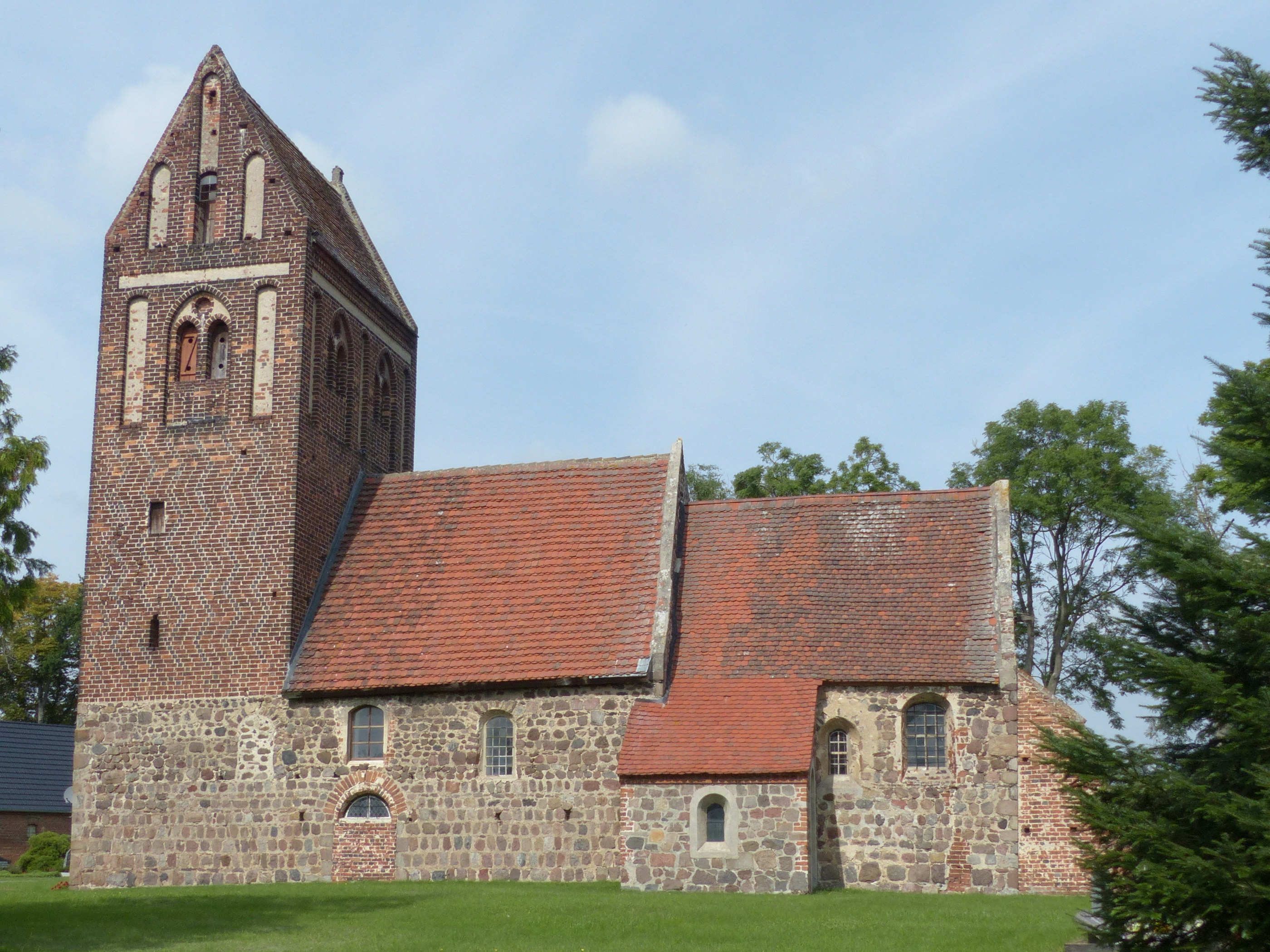
Dorfkirche Vielbaum von Süden

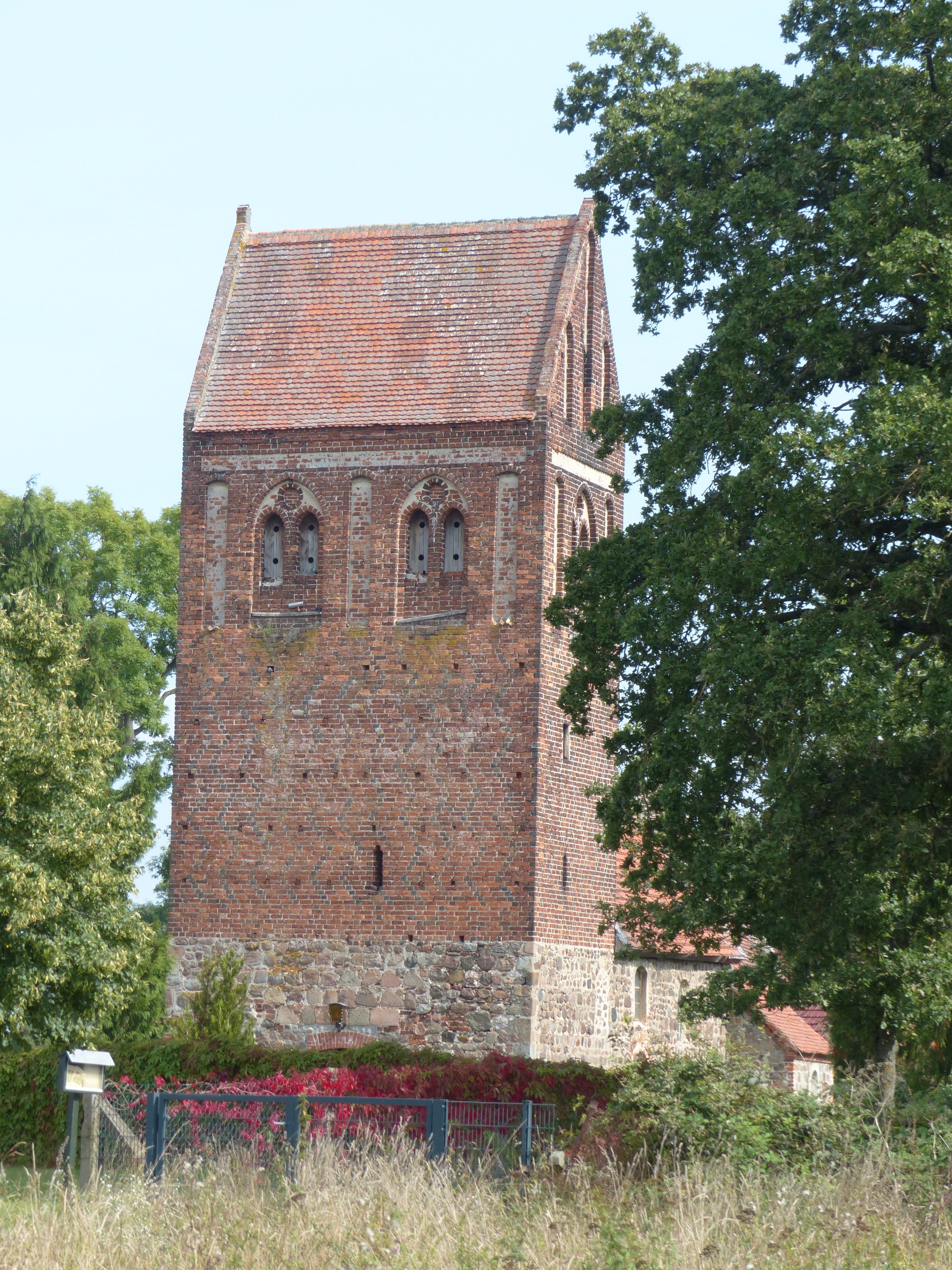
Turm von Westen

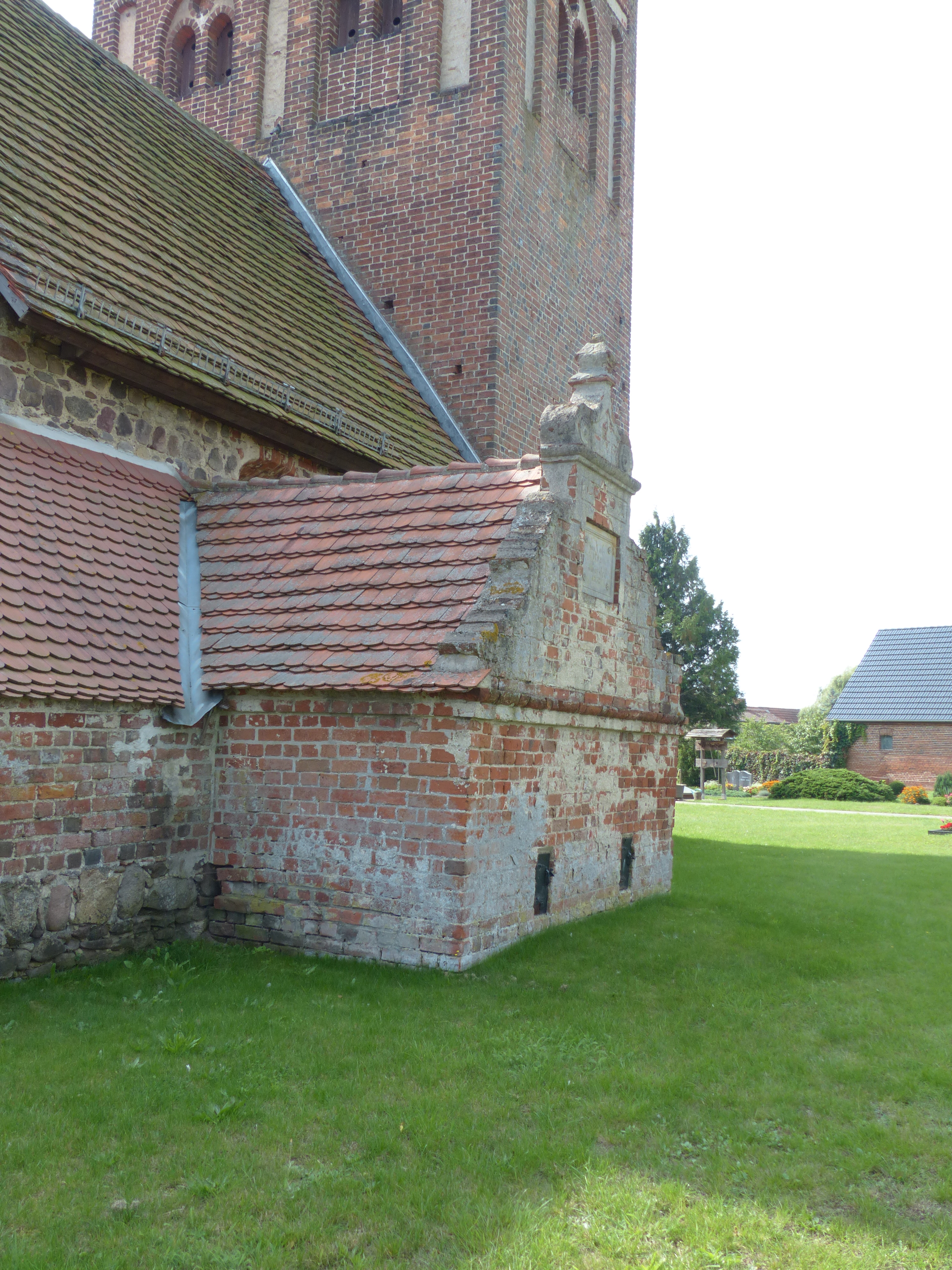
Nordseite mit barockem Gruftanbau

Die evangelische Dorfkirche Vielbaum ist eine im Ursprung spätromanische Saalkirche im Ortsteil Vielbaum von Aland (Altmark) im Landkreis Stendal in Sachsen-Anhalt. Sie gehört zum Pfarrbereich Beuster im Kirchenkreis Stendal der Evangelischen Kirche in Mitteldeutschland.

## Geschichte und Architektur
Die Kirche ist ein spätromanisches Feldsteinbauwerk aus Schiff und eingezogenem Rechteckchor vom Ende des 12. Jahrhunderts. Das Ende der Bauzeit wurde dendrochronologisch auf 1243 (d) bestimmt. Die Portale im Norden und Süden sowie das westliche Schiffsfenster wurden zugemauert, das Ostfenster ist in ursprünglicher Form erhalten. Der Chor wurde nachträglich durch Strebepfeiler aus Backstein abgestützt. Gegen Ende des 15. Jahrhunderts wurde das Bauwerk durch einen monumentalen Backsteinturm über dem westlichen Ende des Schiffs erweitert. Dieser Turm ist mit zickzackförmig gemustertem Mauerwerk, großen gekuppelten, durch Blendbänder flankierten Schallöffnungen und Blendgiebeln versehen, die sicher unter dem Einfluss der Marienkapelle an der Kirche St. Petri im benachbarten Seehausen (Altmark) stehen. An der Nordseite des Schiffs ist ein Gruftanbau von 1702 mit barockem Schweifgiebel der Familien von Voß und von Bostel angesetzt. Das Innere ist flachgedeckt.

## Ausstattung
Die barocke Ausstattung stammt von 1747. Das Hauptstück ist ein wohlgestalteter säulenflankierter Kanzelaltar mit seitlichen Durchgängen, der nach einer Inschrift von J. C. Marckmann aus Seehausen geschaffen wurde; die Gemälde am Kanzelkorb zeigen Christus und die Evangelisten und wurden von F. Köppen aus Seehausen gemalt.
Im Chor stehen eine barocke Patronatsloge und eine Empore, die um 1900 restauriert wurden.
Eine Bronzeglocke stammt aus dem Jahr 1725. Zur Ausstattung gehört auch ein mittelalterlicher Opferstock. Auf dem Kirchhof finden sich mehrere stark verwitterte Grabsteine des 17. und 18. Jahrhunderts, teils mit Figuren der Verstorbenen in Flachrelief.